# پادالو
پادالو (به بلغاری: Padalo) یک منطقهٔ مسکونی در بلغارستان است که در شهرستان کروموفگراد واقع شده‌است.